# Disha Vakani
Disha Vakani, née le 17 août 1978 à Ahmedabad en Inde, est une actrice populaire indienne du cinéma Bollywood  mais aussi de séries télévisées. Elle a également été comédienne au théâtre. Elle est diplômée en arts dramatiques du Collège Gujarat (en) d'Ahmedabad.

## Filmographie
La filmographie de Disha Vakani, comprend les films suivants et séries télévisées suivants :
Cinéma
- 1997 : Kamsin:The Untouched
- 1999 : Phool Aur Aag (en)
- 2002 : Devdas
- 2005 : Mangal Pandey: The Rising
- 2006 : Jaana... Let's Fall in Love
- 2008 : Jodhaa Akbar
- 2008 : C Kkompany (en)
- 2008 : Love Story 2050

Télévision
- 2004 : Khichdi (en)
- depuis 2008 : Taarak Mehta Ka Ooltah Chashmah (en)
- 2014 : CID (en)